# Lucia de B.
Lucia de B. é um filme de drama neerlandês de 2014 dirigido e escrito por Paula van der Oest, Moniek Kramer e Tijs van Marle. Foi selecionado como representante dos Países Baixos à edição do Oscar 2015, organizada pela Academia de Artes e Ciências Cinematográficas.

## Elenco
- Ariane Schluter - Lucia de Berk
- Barry Atsma - Jaap van Hoensbroeck
- Amanda Ooms - Jenny
- Marwan Kenzari - Rechercheur Ron Leeflang
- Fedja van Huêt - Quirijn Herzberg
- Annet Malherbe - Ernestine Johansson
- Sallie Harmsen - Judith Jansen